# Федеральная служба по ветеринарному и фитосанитарному надзору
Федеральная служба по ветеринарному и фитосанитарному надзору (Россельхознадзор) — федеральный орган исполнительной власти, осуществляющий функции по контролю (надзору) в сфере ветеринарии, обращению лекарственных средств для ветеринарного применения, карантина и защиты растений, безопасного обращения с пестицидами и агрохимикатами, обеспечения плодородия почв, обеспечения качества и безопасности зерна, продуктов переработки зерна, земельных отношений (в части, касающейся земель сельскохозяйственного назначения, оборот которых регулируется Федеральным законом «Об обороте земель сельскохозяйственного назначения», и виноградопригодных земель), в области обращения с животными в части соблюдения требований к содержанию и использованию животных в культурно-зрелищных целях, в сфере соблюдения законодательства в области виноградарства и виноделия (за исключением вопросов лицензирования, оказания государственных услуг и осуществления государственного контроля (надзора), регулируемых законодательством в области производства и оборота этилового спирта, алкогольной и спиртосодержащей продукции), функции по защите населения от болезней, общих для человека и животных.
Находится в ведении Министерства сельского хозяйства Российской Федерации. Образован 30 июня 2004 года в результате реорганизации «Государственной ветеринарной службы России», «Государственной службы по карантину растений (Госкарантин)», имеет свой флаг Россельхознадзора.
Руководитель службы — Данкверт Сергей Алексеевич.
В структуру Россельхознадзора входит 38 территориальных управлений. А в 36-ти территориальных управлениях в зону их ответственности входят пункты пропуска для пограничного ветеринарного надзора и карантинного и фитосанитарного контроля.

## Функции
Служба осуществляет функции по контролю в селекционных достижений; в сфере качества и безопасности зерна и продуктов его переработки.

### Государственная инспекция ветеринарного надзора
При субъектах Российской Федерации действуют «Государственные инспекции ветеринарного надзора» при областных и краевых правительствах, исполняющие государственные функции, на основании ст. 8 Федерального закона от 14 мая 1993 г. N 4979-I «О ветеринарии».

### Общественный Совет
На основании Приказа Федеральной службы по ветеринарному и фитосанитарному надзору № 354 от 2 июля 2014 года, при федеральной службе действует постоянно действующий «Общественный совет» осуществляющий общественный контроль, в количестве не более 20 членов, избираемый на 2 года.

## Классные чины и форменная одежда Россельхознадзора
Служащие федеральной службы имеют универсальную форменную одежду, со знаками отличиями и погонами, утвержденные решением Геральдического совета при Президенте РФ от 28.06.2005 г. и Приказа Россельхознадзора № 206 от 13.09.2007 г. «Об утверждении правил ношения форменной одежды для государственных инспекторов центрального аппарата и территориальных органов Россельхознадзора».
Служащие государственной гражданской службы имеют классные чины по группам 1, 2 и 3 классов, которые соответствую воинскому званию.
| Униформа инспектора | Шеврон Россельхознадзор | Действительный государственный советник РФ 1 класса | Действительный государственный советник РФ 2 класса | Действительный государственный советник РФ 3 класса | Государственный советник РФ 1 класса | Государственный советник РФ 2 класса | Государственный советник РФ 3 класса |

| Советник государственной гражданской службы РФ 1 класса | Советник государственной гражданской службы РФ 2 класса | Советник государственной гражданской службы РФ 3 класса | Референт государственной гражданской службы РФ 1 класса | Референт государственной гражданской службы РФ 2 класса | Референт государственной гражданской службы РФ 3 класса | Cекретарь государственной гражданской службы РФ 1 класса | Cекретарь государственной гражданской службы РФ 2 класса | Cекретарь государственной гражданской службы РФ 3 класса |

## Подведомственные учреждения

### Научно-исследовательские организации Россельхознадзора
В структуру Россельхознадзора входят три научно-исследовательских института и научно-методическая лаборатория, располагающиеся в Центральном федеральном округе:
- Федеральный центр охраны здоровья животных (ФГБУ «ВНИИЗЖ», г. Владимир)
- Всероссийский государственный центр качества и стандартизации лекарственных средств для животных и кормов (ФГБУ «ВГНКИ», г. Москва)
- Всероссийский центр карантина растений (ФГУ «ВНИИКР», п. Быково, Московская область)[11]
- Федеральный центр оценки качества зерна (ФГБУ «ЦОКЗ», г. Москва)[12].
- Центральная научно-методическая ветеринарная лаборатория (ФГБУ «ЦНМВЛ», Москва)[13]

### Федеральные казённые предприятия
- ФКП «Республиканский фумигационный отряд»

### Лаборатории

#### Центральный федеральный округ
- Тверской филиал ФГБУ «ВНИИЗЖ»

#### Северо-Западный федеральный округ
- ФГБУ «Калининградская межобластная ветеринарная лаборатория»
- ФГБУ «Ленинградская межобластная ветеринарная лаборатория»

#### Южный федеральный округ
- ФГБУ «Краснодарская межобластная ветеринарная лаборатория»

#### Северо-Кавказский федеральный округ
- ФГБУ «Северо-Кавказская межрегиональная ветеринарная лаборатория»

#### Приволжский федеральный округ
- ФГБУ «Саратовская межобластная ветеринарная лаборатория»

#### Сибирский федеральный округ
- ФГБУ «Иркутская межобластная ветеринарная лаборатория»

#### Дальневосточный федеральный округ
- ФГБУ «Приморская межобластная ветеринарная лаборатория»

## Референтные центры

### Центральный федеральный округ
- ФГБУ «Национальный центр безопасности продукции водного промысла и аквакультуры»
- ФГБУ «Федеральный центр оценки безопасности и качества зерна и продуктов его переработки»

### Южный федеральный округ
- ФГБУ «Ростовский референтный центр Россельхознадзора»

### Северо-Кавказский федеральный округ
- ФГБУ «Кабардино-Балкарский референтный центр Россельхознадзора»

### Приволжский федеральный округ
- ФГБУ «Нижегородский референтный центр Россельхознадзора»
- ФГБУ «Оренбургский референтный центр Россельхознадзора»

### Уральский федеральный округ
- ФГБУ «Свердловский референтный центр Россельхознадзора»

### Сибирский федеральный округ
- ФГБУ «Красноярский референтный центр Россельхознадзора»
- ФГБУ «Омский референтный центр Россельхознадзора»

### Дальневосточный федеральный округ
- ФГБУ «Забайкальский референтный центр Россельхознадзора»
- ФГБУ «Хабаровский референтный центр Россельхознадзора»
- ФГБУ «Амурский референтный центр Россельхознадзора»

## Ведомственные награды
- Нагрудный знак «Почётный работник Россельхознадзора»[14]
- Почётная грамота Россельхознадзора[15]
- Благодарность руководителя Россельхознадзора[15]
- Медаль «20 лет Россельхознадзору»[16]

В 2016 году Россельхознадзор выпустил медаль «За смелость» для поощрения производителей молочной продукции, вошедших в так называемый «Список честных». При этом дизайн награды был очень похож на дизайн советской медали «За отвагу» образца 1938 года. После критики общественности Россельхознадзор принёс официальные извинения и дизайн награды был изменён.